# Rudolf Schwarzkogler
Rudolf Schwarzkogler (Vienna, 13 novembre 1940 – Vienna, 20 giugno 1969) è stato un performance artist austriaco.
È stato uno dei più controversi e complessi portavoce del Wiener Aktionismus, un movimento artistico e politico, ricordato nel più ampio campo della Body Art, che, tra gli anni sessanta e i settanta, lavora intorno al corpo come oggetto della repressione sociale e che annovera tra i suoi protagonisti Hermann Nitsch, Günter Brus, Otto Mühl e Arnulf Rainer.
L'Azionismo Viennese, che nasce in braccio all'Espressionismo Austriaco, ad Egon Schiele, alla filosofia di Ludwig Wittgenstein, alla rivoluzione di Sigmund Freud, non risultò essere un vero e proprio movimento, in quanto privo di un manifesto e di poetica omogenea e unitaria, nonostante ciò si mostrò come un punto di incontro necessario, tra individui dal bisogno di espressione del disagio e della metastasi esistenziale.
Schwarzkogler fa del suo corpo il materiale essenziale della sua arte performativa, lo rende messa in forma sensibile di tutta la crudeltà e la repressione, la mortificazione e il dolore infusi dal soffocamento dello stato capitalista, borghese e perbenista. Fondamentalmente, le azioni di Schwarzkogler, come quelle degli altri azionisti, hanno una connotazione fortemente politica, nonostante esse si svolgano, per volontà stessa dell'artista, in privato, laddove un fotografo documenta lo svolgimento delle azioni. Le uniche testimonianze delle azioni di Schwarzkogler, pertanto, rimangono queste fotografie, decisamente riduttive rispetto alle vere e proprie azioni, ma non per questo meno abbacinanti. Il materiale con il quale martirizza il suo corpo è materiale angosciante, che evoca dimensioni frustranti e asfissianti. Si benda con garza bianca, si mutila, simula processi di autocastrazione, coinvolge spesso materiali chirurgici come attrezzi o lettino da operazioni, tubi di gomma trasparente e alambicchi, fili elettrici, ma anche pesci bendati sul suo corpo, tamponi in gola, ferite sanguinanti, teste bendate e sassi, tubicini e lamette da barba. 
L'ambiente è rigorosamente sterile e bianco, per osannare il rosso del sangue, per ricordare l'asetticità e l'anonimato in cui l'essere umano è piombato, dal quale, per riemergere appena, l'uomo è costretto a mostrare l'interno di un corpo, con il suo rosso pulsare.
Schwarzkogler muore suicida nel 1969 all'età di 28 anni. La leggenda lo vuole suicidatosi in pubblico a seguito di una prova di castrazione, o ancora, toltosi la vita strappandosi la pelle lembo dopo lembo.
In realtà Rudolf Schwarzkogler muore suicida, gettandosi, o cadendo, dalla finestra della sua camera da letto.